# 1538
Rok 1538 (MDXXXVIII) byl nepřestupný rok, který podle juliánského kalendáře započal úterým. 
Podle islámského kalendáře započal dne 9. června rok 945. Podle židovského kalendáře se přelomily roky 5298 a 5299. 

## Události
- 31. ledna – Generál Johann Katzianer ze Svaté říše římské, před soudem ve Vídni za katastrofální císařské tažení proti Osmanské říši a za dezerci během bitvy u Gorjani, uteče a uprchne do Kostajnické pevnosti v Chorvatsku ovládaném Osmany. Po 14 měsících nechal Mikuláš IV. Zrinský Katzianera zavraždit.
- 24. únor – mezi Ferdinandem I. (budoucím císařem) a Osmanskou říší byla uzavřena dohoda o Nagyváradu. Za krále Východního Uherska byl uznán Jan Zápolský, zatímco králem na severu a západě Uherska byl uznán Ferdinand. Mimo jiné tím zajistil dědictví pro své potomky.
- 26. dubna – Bitva u Las Salinas: Diego de Almagro byl poražen Franciscem Pizarrem, který poté začal obléhat město Cusco
- 18. června – Příměří v Nice: mezi císařem Karlem V. a francouzský králem Františkem I. byl uzavřen mír
- 19. června – Rušení anglických klášterů: nově založený klášter Bisham Abbey byl rozpuštěn
- 6. srpna – Gonzalo Jimenéz de Quesada zakládá v Bolívii hlavní město Bogatá
- 18. září – Ştefan V. Lăcustă z dynastie Bogdan-Musatů v Rumunsku je jmenován novým moldavským knížetem osmanským sultánem Suleimanem a nahrazuje tak v této funkci svého strýce Petru Rareșe.
- 28. září – Bitva u Prevezy: osmanská flotila pod vedení sultána Sulejmana I. a kapitána Hayreddina Barbarossy poráží vojsko římského císaře Karla V.
- 29. září – 6. října: probíhá poslední významná erupce Campi Flegrei v Itálii, při kterém vznikla sopka Monte Nuevo
- 28. října – v Novém světě je založena první univerzita - Univerzita Sv. Tomáše Akvitánského - konkrétně na ostrově Hispaniola
- 17. prosince – papež Pavel III. vyloučil anglického krále Jindřicha VIII. z římskokatolické církve

## Narození
Česko
- ? – Martin Medek z Mohelnice, velmistr Křižovníků s červenou hvězdou a arcibiskup pražský († 2. února 1590)

Svět
- 25. března – Christopher Clavius, německý jezuitský matematik a astronom, člen komise na reformu kalendáře († 1612)
- 24. dubna – Vilém I. Gonzaga, španělský šlechtic, vévoda z Mantovy a Montferratu († 14. srpna 1587)
- 12. srpna – Marie z Guimarães, portugalská infantka († 7. září 1577)
- 2. října – Karel Boromejský, italský kardinál a svatý († 1584)
- 31. října – Caesar Baronius, kardinál, zakladatel moderní katolické církevní historiografie († 30. června 1607)
- 16. listopadu – Turibius z Mongroveja, španělský inkvizitor a arcibiskup († 23. března 1606)
- 10. prosince – Giovanni Battista Guarini, italský básník, dramatik a diplomat († 7. října 1612)
- ? – Antonio Abondio, italský medailér († 22. května 1591)
- ? – Stanisław Górka, poznaňský vojvoda († 23. října 1592)
- ? – Udžimasa Hódžó, vůdce klanu Hódžó († 10. srpna 1590)
- ? – Motočika Čósokabe, japonský daimjó období Sengoku († 11. července 1599)
- ? – Erasmus Habermehl, vynálezce a konstruktér hodin, astronomických a geodetických přístrojů († 15. listopadu 1606)
- ? – Emerich III. Forgáč, uherský baron († 1599)
- ? – Matthias de l'Obel, vlámský botanik a lékař († 3. března 1616)

## Úmrtí
Česko
- 7. června – Jindřich Sup z Fulštejna, římskokatolický kněz a kanovník olomoucké kapituly (* ?)
- ? – Tomáš z Litoměřic, český zvonař (* ?)

Svět
- 8. ledna – Beatrix Portugalská, savojská vévodkyně a hraběnka z Asti (* 31. prosince 1504)
- 12. února – Albrecht Altdorfer, německý renesanční malíř, rytec a stavitel (* kolem 1480)
- 4. dubna – Jelena Glinská, matka cara Ivana Hrozného (* asi 1510)
- 8. července – Diego de Almagro, španělský conquistador (* 1475)
- 10. července – Hafsa Sultan, osmanská princezna (* cca 1500)
- ? – Estevam Gomes, portugalský kartograf a mořeplavec (* 1483)
- ? – Hans Daucher, německý renesanční řezbář (* 1486)
- ? – Hatice Sultan, osmanská princezna, dcera sultána Selima I. a jeho manželky Ayşe Hafsa Sultan, manželka velkovezíra Ibrahima Paşi (* okolo 1494)
- ? – Císařovna vdova Ťiang, čínská císařovna (* ?)
- ? – Sü Lin, čínský dramatik, básník a malíř (* 1462)

## Hlavy států
- České království – Ferdinand I.
- Svatá říše římská – Karel V.
- Papež – Pavel III.
- Anglické království – Jindřich VIII. Tudor
- Francouzské království – František I.
- Polské království – Zikmund I. Starý
- Uherské království – Ferdinand I. – Jan Zápolský
- Španělské království – Karel V.
- Burgundské vévodství – Karel V.
- Osmanská říše – Suleyman I.
- Perská říše – Tahmásp I.